# Tonnerre d'Abomey FC
El Tonnerre d'Abomey FC es un equipo de fútbol de Benín que milita en la Premier League de Benín, la categoría mayor de fútbol en el país. Su sede es la ciudad de Bohicon.

## Palmarés
- Premier League: 2

2007, 2010-11

## Participación en competiciones de la CAF
| Temporada | Torneo                      | Ronda      | Club                   | Casa | Visita | Global |
| --------- | --------------------------- | ---------- | ---------------------- | ---- | ------ | ------ |
| 2008      | Liga de Campeones de la CAF | Preliminar | Africa Sports National | 0-0  | 0-3    | 0-3    |
| 2012      | Liga de Campeones de la CAF | Preliminar | ASGNN                  | 1-0  | 1-1    | 2-1    |
| 2012      | Liga de Campeones de la CAF | 1          | Stade Malien           | 0-0  | 2-5    | 2-5    |

## Jugadores

### Jugadores destacados
- Comlanvi Akakpo